# Diabelska miłość
Diabelska miłość (hiszp. Pueblo chico, infierno grande) – meksykańska telenowela wyprodukowana przez Televisę w 1997 roku. 

## Wersja polska
W Polsce telenowela była emitowana w telewizji Nasza TV w 1999.

## Obsada

### Pierwsza część
- Aracely Arámbula - Leonarda Ruán
- Kuno Becker - Hermilo Jaimez
- Enrique Rocha - Don Prisciliano Ruán
- Jorge Russek - Don Rosendo Equigua
- Evangelina Sosa - Magdalena Beltrán "La Beltraneja"
- José María Yazpik - Sebastián Paleo "El Batán"
- Marta Aura - Mercedes
- Aarón Hernán - Don Felipe Tovar
- Arcelia Ramírez - Ignacia La Rentería de Ruán
- Susana Zabaleta - Medarda Zavala
- Alejandro Tommasi - Malfavón Heredia
- Lourdes Munguía - Altagracia "La Cheraneca"
- Socorro Bonilla - Inmaculada de Beltrán
- Joana Brito - Vititos de Zamora
- Manuel Guízar - Eduardo La Rentería
- Tere López-Tarín - Dra. Josefina Talavera
- Mario Iván Martínez - Stefano Onchi
- Zaide Silvia Gutiérrez - Olinca
- Roberto Sen - Elio Maldonado
- Mauricio Castillo - Fernando Urbina
- Adriana Fonseca - Jovita Ruán
- Cristina Alatorre - Eloísa Ruán
- Manola Diez - Cleotilde Ruán
- Alec Von Bargen - Malfavón Heredia
- Rodrigo Oviedo - Baldomero Irepán
- Víctor González - Gumaro Amezcua
- Héctor Cruz - Dr. Estanislao "Tanis" Allende
- Fernando Torre Lapham - Obispo
- Marco Bacuzzi - Guardaespaldas
- Alicia del Lago - Partera
- Fernanda Franco - Oralia
- Jorge Ortiz de Pinedo – Librado

### Druga część
- Verónica Castro - Leonarda Ruán vda. de Equigua
- Juan Soler - Genaro Onchi
- Guillermo Capetillo - Hermilo Jaimez
- Alma Delfina - Magdalena Beltrán "La Beltraneja"
- Salvador Sánchez - Consejo Serratos
- Mónika Sánchez - Indalecia Navas
- Karyme Lozano - Braulia Felicitas María de la Salud Serna
- Jorge Martínez de Hoyos - Don Chuchi Ríos
- Alicia Montoya - Doña Hipólita de Zavala
- José Carlos Ruiz - Arcadio Zamora
- Patricia Reyes Spíndola - Martina "La Perra"
- Angelina Peláez - Maclovia
- Luis Gimeno - Padre Arceo
- Lilia Aragón - "La Tapanca"
- Anna Silvetti - Cleotilde Ruán vda. de Morales
- Rosa María Bianchi - Porfiria Cumbios
- Ana Bertha Espin - Rutila Cumbios
- Ana de la Reguera - Priscila Amezcua Ruán
- Germán Gutiérrez - Baldomero "Baldo" Irepán Ruán
- Olivia Bucio - Eloísa Ruán de Amezcua
- Silvia Manríquez - Jovita Ruán de Irepán
- Óscar Traven - Gumaro Amezcua
- Juan Ignacio Aranda - Baldomero Irepán
- Luis Xavier - Antonio Serna
- Orlando Miguel - Palemón Morales
- Beatriz Cecilia - Profesora Gildarda Zavala
- Montserrat Ontiveros - Melitona de Serna
- Adalberto Parra - Guadalupe Tiburcio
- Teo Tapia - Dr. Estanislao "Tanis" Allende
- Evangelina Martínez - Saturnina
- Lourdes Deschamps - Cayetana
- Eduardo Rivera - Gildardo Heredia Zavala
- Julio Bracho - Práxedes
- Marisol del Olmo - Leocadia
- Eugenio Bartilotti - Gamaliel
- Baltazar Oviedo - Librado
- Adriana Lavat - Dora Luz
- Fernando Robles - Ambrosio
- Gerardo Albarrán - Sebastián Paleo "El Batán"
- Alejandro Villeli - Tereso
- Lucía Paillés - Pascuala
- Antonio Muñiz - Silverio
- Mercedes Gironella - Plácida
- Gabriel Mijares - Fanno
- Mariana Brito - Milagros
- Lourdes Jáuregui - Aureliana "Nelly"
- Melba Luna - Simona